# BMW Open 2018
BMW Open 2018, oficiálním názvem BMW Open by FWU AG 2018, byl tenisový turnaj pořádaný jako součást mužského okruhu ATP World Tour, který se odehrával v areálu MTTC Iphitos na otevřených antukových dvorcích. Probíhal mezi 30. dubnem až 6. květnem 2018 v německém Mnichově jako čtyřicátý pátý ročník turnaje.
Turnaj s rozpočtem 561 345 eur a odměnami hráčům 561 345 eur patřil do kategorie ATP World Tour 250. Nejvýše nasazeným hráčem ve dvouhře se stal čtvrtý tenista světa Alexander Zverev z Německa. Jako poslední přímý účastník hlavní singlové soutěže nastoupil kazašský 83. hráč žebříčku Michail Kukuškin.
21letý Němec Alexander Zverev obhájil na okruhu ATP Tour poprvé v kariéře trofej, která pro něj znamenala sedmý singlový titul. Premiérovou společnou trofej ze čtyřhry si odvezl chorvatsko-americký pár Ivan Dodig a Rajeev Ram.

## Rozdělení bodů a finančních odměn

### Rozdělení bodů
| Soutěž  | vítězové | finalisté | semifinalisté | čtvrtfinalisté | 16 v kole | 32 v kole | Q  | Q2 | Q1 |
| ------- | -------- | --------- | ------------- | -------------- | --------- | --------- | -- | -- | -- |
| dvouhra | 250      | 150       | 90            | 45             | 20        | 0         | 12 | 6  | 0  |
| čtyřhra | 250      | 150       | 90            | 45             | 0         | —         | —  | —  | —  |

### Finanční odměny
| Soutěž                              | vítězové | finalisté | semifinalisté | čtvrtfinalisté | 16 v kole | 32 v kole | Q2     | Q1     |
| ----------------------------------- | -------- | --------- | ------------- | -------------- | --------- | --------- | ------ | ------ |
| dvouhra                             | €89 435  | €47 105   | €25 515       | €14 535        | €8 565    | €5 075    | €2 285 | €1 145 |
| čtyřhra                             | €27 170  | €14 280   | €7 740        | €4 430         | €2 590    | —         | —      | —      |
| částka ve čtyřhře je uvedena na pár |          |           |               |                |           |           |        |        |

## Mužská dvouhra

### Nasazení
| Stát                          | Hráč                  | ATP | Nasazení |
| ----------------------------- | --------------------- | --- | -------- |
| Německo                       | Alexander Zverev      | 3.  | 1.       |
| Španělsko                     | Roberto Bautista Agut | 15. | 2.       |
| Argentina                     | Diego Schwartzman     | 17. | 3.       |
| Jižní Korea                   | Čong Hjon             | 19. | 4.       |
| Itálie                        | Fabio Fognini         | 20. | 5.       |
| Německo                       | Philipp Kohlschreiber | 35. | 6.       |
| Francie                       | Gaël Monfils          | 41. | 7.       |
| Japonsko                      | Júiči Sugita          | 42. | 8.       |
| Žebříček ATP k 23. dubnu 2018 |                       |     |          |

### Jiné formy účasti
Následující hráči obdrželi divokou kartu do hlavní soutěže:
- Matthias Bachinger
- Yannick Hanfmann
- Casper Ruud

Následující hráči obdrželi ke strartu v hlavní soutěži zvláštní výjimku:
- Marco Cecchinato
- Yannick Maden

Následující hráč nastoupil do hlavní soutěž pod žebříčkovou ochranou:
- Andreas Haider-Maurer

Následující hráči postoupili z kvalifikace:
- Dustin Brown
- Marius Copil
- Martin Kližan
- Daniel Masur

### Odhlášení
před zahájením turnaje
- Andrej Rubljov → nahradil jej  Michail Kukuškin

### Skrečování
- Dustin Brown

## Mužská čtyřhra

### Nasazení
| Stát                                                                                    | Hráč          | Stát     | Hráč           | ATP | Nasazení |
| --------------------------------------------------------------------------------------- | ------------- | -------- | -------------- | --- | -------- |
| Polsko                                                                                  | Łukasz Kubot  | Brazílie | Marcelo Melo   | 2.  | 1.       |
| Chorvatsko                                                                              | Ivan Dodig    | USA      | Rajeev Ram     | 37. | 2.       |
| Chorvatsko                                                                              | Nikola Mektić | Rakousko | Alexander Peya | 58. | 3.       |
| Bělorusko                                                                               | Max Mirnyj    | Rakousko | Philipp Oswald | 77. | 4.       |
| Žebříček ATP k 23. dubnu 2018; číslo je součtem žebříčkového postavení obou členů páru. |               |          |                |     |          |

### Jiné formy účasti
Následující páry obdržely divokou kartu do hlavní soutěže:
- Matthias Bachinger /  Yannick Hanfmann
- Jürgen Melzer /  Philipp Petzschner

## Přehled finále

### Mužská dvouhra
- Alexander Zverev vs.  Philipp Kohlschreiber, 6–3, 6–3

### Mužská čtyřhra
- Ivan Dodig /  Rajeev Ram vs.  Nikola Mektić  /  Alexander Peya, 6–3, 7–5